# 短梗杜鹃
短梗杜鹃（学名：Rhododendron brachypodum）为杜鹃花科杜鹃花属下的一个种。

## 扩展阅读
- 維基物種上的相關：短梗杜鹃